# Fenomenologia (física de partículas)
A fenomenologia da física de partículas é a parte da física de partículas teórica que trata da aplicação da teoria a experimentos de alta energia em física de partículas. Dentro do chamado "Modelo Padrão", fenomenologia é o cálculo de detalhadas predições para os experimentos, normalmente de alta precisão (e.g., incluindo correções radioativas). Além do "Modelo Padrão", fenomenologia estabelece consequências experimentais de novos modelos: como suas novas partículas poderiam ser pesquisadas, como os parâmetros dos modelos poderiam ser medidos, e como o modelo poderia ser distinguido de outros modelos concorrentes.